# Comitato di risoluzione unico
Il Comitato di risoluzione unico (SRB, dall'inglese Single Resolution Board) è un'agenzia dell'Unione europea con sede provvisoria a Bruxelles (Belgio).
Esso è stato creato dal Regolamento 806/2014 del 15 luglio 2014 sul Meccanismo di risoluzione unico ed è operativo come agenzia indipendente dell'Unione dal 1º gennaio 2015. Da allora ha iniziato a lavorare sullo sviluppo di piani di risoluzione per gli istituti di credito per essere pienamente operativo, con una gamma completa di poteri di risoluzione, dal gennaio 2016.

## Missione dell'agenzia
Il Comitato di risoluzione unico è un organo-chiave della nuova Unione bancaria e del suo Meccanismo di risoluzione unico, che entra in azione nel caso di fallimento o di rischio di fallimento di una banca dell'Eurozona o degli stati che aderiscono all'Unione bancaria. Questo completa il Meccanismo di vigilanza unico che dal novembre 2014 vede la Banca centrale europea direttamente impegnata nella supervisione degli istituti di credito nell'Eurozona e negli altri stati che decidono di aderire all'Unione bancaria.
Il Comitato di risoluzione unico è dunque l'autorità di risoluzione europea che, operando in collaborazione con le autorità di risoluzione degli stati che partecipano all'Unione bancaria, ha il compito di assicurare una gestione ordinata delle banche in fallimento con costi i più limitati possibili per i cittadini contribuenti e con effetti minimi sull'economia reale.
Il Comitato preparerà piani di risoluzione e si occuperà della gestione degli istituti di credito in difficoltà, nel caso uno di essi fallisca o sia in procinto di farlo. Inoltre esso gestirà il Fondo di risoluzione unico, finanziato dal settore bancario, che sarà creato per garantire che sia disponibile il supporto finanziario a medio termine qualora si debba procedere alla ristrutturazione di un istituto di credito.

## Attività dell'agenzia
Nella prima fase, dal 1º gennaio 2015 al gennaio 2016, il Comitato di risoluzione unico dovrà occuparsi dell'elaborazione di piani di risoluzione, raccogliendo informazioni e collaborando con le autorità di risoluzione nazionali degli stati aderenti all'Unione bancaria.
Completata questa fase, il Comitato sarà pienamente operativo, con tutte le responsabilità e i poteri di risoluzione di cui ha bisogno; si prevede che ciò accada dal 1º gennaio 2016, ma potrebbe accadere più tardi se a quella data l'accordo intergovernativo sul trasferimento e la mutualizzazione dei contributi per il Fondo unico di risoluzione non fosse stato ancora ratificato da tutti gli stati membri partecipanti.

## Membri del Comitato
Al 1º maggio 2019 il Comitato è composto dai seguenti sei membri:
- Elke König ( Germania), presidente, già presidente dell'Autorità federale di supervisione tedesca
- Timo Löyttyniemi ( Finlandia), vicepresidente, già direttore esecutivo del Fondo pensioni statale finlandese
- Sebastiano Laviola ( Italia), già capo direttorato presso la Banca d'Italia.
- Antonio Carrascosa ( Spagna), già direttore generale del Fondo per la ristrutturazione delle banche (l'autorità di risoluzione spagnola)
- Boštjan Jazbec ( Slovenia), già governatore della Banca centrale slovena.
- Dominique Laboureix ( Francia), già vice-direttore generale dell'Autorité de contrôle prudentiel et de résolution (l'autorità di risoluzione francese)

Prima della nomina dei membri, la gestione ad interim del Comitato e del suo avvio è stata responsabilità della Commissione europea, che ha costituito un gruppo di lavoro a tale scopo formato da 12 membri e presieduto da un suo funzionario, il francese Olivier Salles.
Il Comitato dovrà procedere a darsi un'organizzazione definitiva per essere pienamente operativo, una volta completato il processo di attribuzione di tutti i suoi poteri e funzioni.